# Härjedalen
Härjedalen (norsky: Herjådalen nebo Herjedalen) je historická provincie ve středním Švédsku. Sousedí s norským hrabstvím Trøndelag a také s provinciemi Dalarna, Hälsingland, Medelpad a Jämtland. Provincie původně patřila Norsku, ale roku 1645 byla postoupena Švédsku ve smlouvě z Brömsebro, která ukončovala Torstensenovu válku, která začala dva roky předtím. Provincie tvoří převážnou část obce Härjedalen, jejímž sídlem je vesnice Sveg.

## Etymologie
Název Härjedalen patrně pochází ze starozápadonorského slova herjárdalr, jež by se dalo přeložit jako „Údolí řeky Härje“. Jiné vysvětlení názvu říká, že slovo her nebo har znamená jen „hromada kamenů“ a odkazuje na kameny v řece Härjån.

## Dějiny
Oblast je obývána zhruba od období 7 000 let před naším letopočtem. V Ruändanu, jež se nachází v pohoří Flatruet na severozápadě Härjedalenu, bylo nalezeno množství pravěkých skalních maleb. Je na nich zobrazeno asi dvaceti postav - lidí, medvěda, losa a sobů. Skalní malby byly objeveny v roce 1896 a jejich stáří se odhaduje na více než 4000 let. 
Christianizace Härjedalenu proběhla po bitvě u Stiklestadu v roce 1030. Oblast byla dlouho převážně zemědělská. Velká část obyvatel Härjedalenu emigrovala do Ameriky, hlavně do severozápadní Minnesoty, na konci 18. století. 
V poslední době jde o oblast hodně turistickou, díky horským střediskům ve Funäsdalenu, Vemdalenu a Lofsdalenu. 

## Geografie
Čtyři pětiny oblasti se nacházejí v nadmořské výšce nad 500 metrů a tvoří součást Skandinávského pohoří. Högvålen, nejvýše položená vesnice ve Švédsku, která se nachází v nadmořské výšce 835 metrů nad mořem, se také nachází v provincii. 
V Härjedalenu se nenachází vůbec žádná města. Jedinou vesnicí je město Sveg, které bývalo správním centrem provincie. 
Provinční květinou je koniklec jarní. Vyskytuje se ve vysokých nadmořských výškách v Evropě a vyskytuje se také v Alpách.
Nachází se zde též národní park Sånfjället. 

## Administrativa
Ve švédsku má oblast status „tradiční provincie“, ty ale neslouží žádným současným administrativním nebo politickým účelům, jsou to historické a kulturní entity. 